# Kleine of Lage Molen
Le Kleine of Lage Molen est un moulin à vent établi sur le Boezemkade, à Nieuw-Lekkerland, dans la commune néerlandaise de Molenwaard, dans la province de Hollande-Méridionale.
Il est l'un des 19 moulins de Kinderdijk-Elshout, site classé patrimoine mondial de l'humanité par l'UNESCO en 1997,.

## Histoire
Son nom, issu du vieux néerlandais, trouve son origine dans celui du polder qu'il draine. L'intitulé Kleine (petit), renvoie à sa différence de taille avec l'autre moulin qui lui est associé, le Hoge Molen (le « haut moulin »). Le Kleine of Lage Molen est l'un des deux moulins qui ont été construits en 1761 sur le polder du Lage Boezem de Niew-Lekkerland, pour remplacer un précédent moulin endommagé lors d'une tempête,.
En 1930, une partie du système de rotation, fixé sur le flanc sud du moulin subit une détérioration. Le moulin est restauré en 1960.
Le Kleine of Lage Molen a fait l'objet d'une inscription au titre de monument national le 7 mai 1968,.
Alors qu'il était auparavant géré et par l'office des eaux de l'Overwaard (nl) et du Nederwaard (nl), le moulin devient, en 1986, la propriété de la société SIVAM,.
Jusqu'en février 1997, une station de pompage, munie d'une vis d'Archimède, associée au moulin, apportait directement l'eau drainée au sein du polder de Lage Boezem dans la roue à aubes du moulin. Depuis, l'eau du polder est acheminée via la roue à aubes du moulin jusqu'à la partie supérieure de l'Overwaard.

### Caractéristiques et description
Le Kleine of Lage Molen est un moulin à vent de type grondzeiler (nl) dont la fonction est le drainage de polder.
Son envergure est de 27,45 m. Il possède une roue à aubes de 5,7 m de diamètre pour une épaisseur de 0,45 m. Le rapport d'engrenage entre la grande roue dentée et la petite roue dentée est de 1.85. Sa roue supérieure (ou rouet) est constituée de 35 barres internes et dispose de 65 dents d'une longueur de 13 cm. Sa roue inférieure est dotée de 97 dents, chacune d'une longueur de 14,5 cm. En outre, le Kleine of Lage Molen est muni d'un frein de blocage aménagé sur l'axe de rotation des ailes.
Une maisonnette, destinée à loger le meunier, est associée au moulin. Sur le fronton du moulin, une inscription vert foncé et blanche indique la date de sa construction en latin : « Anno 1761 ».

## Galerie

Aperçus du Kleine of Lage Molen
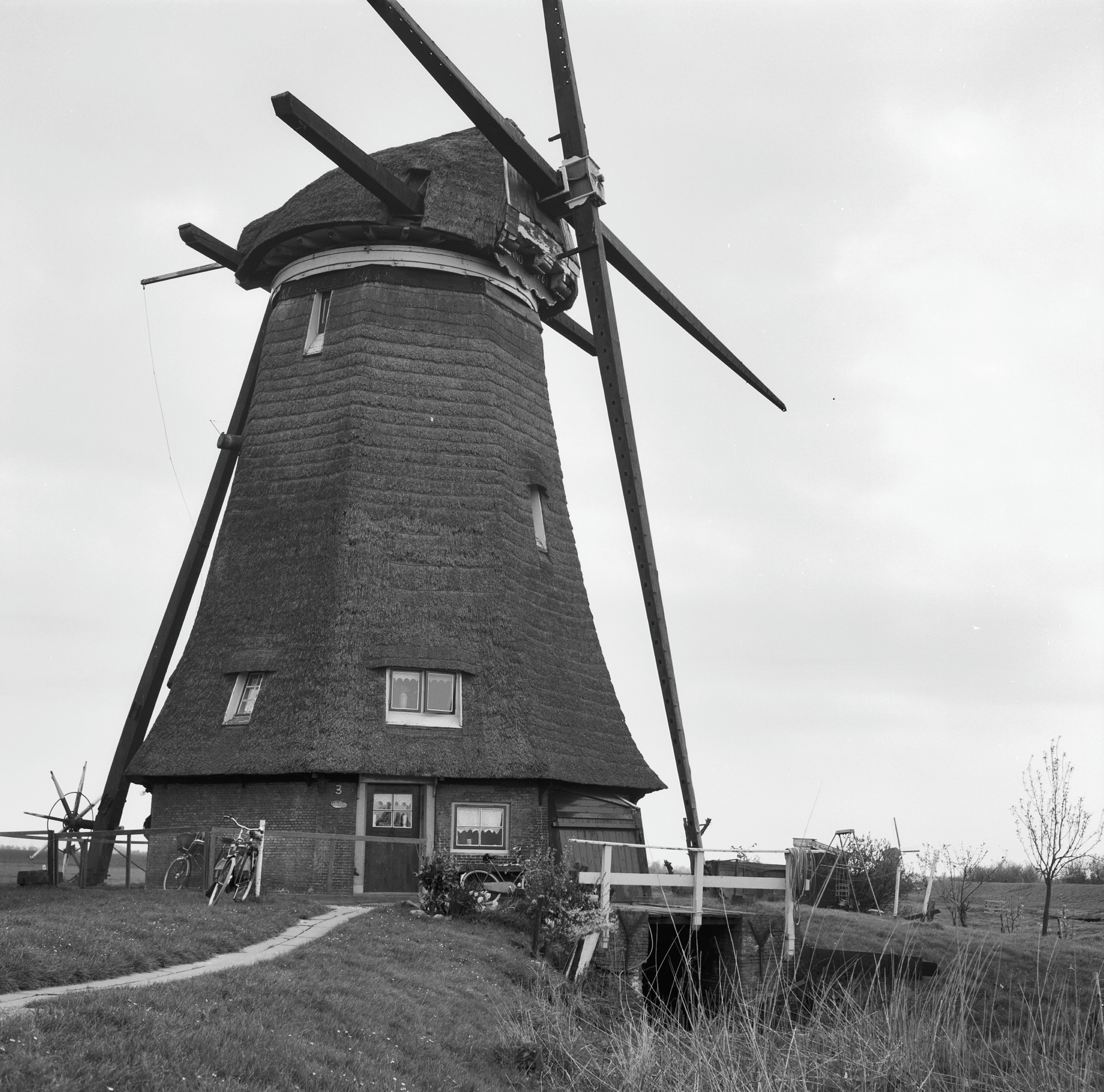
Vue d'ensemble du Kleine of Lage Molen.
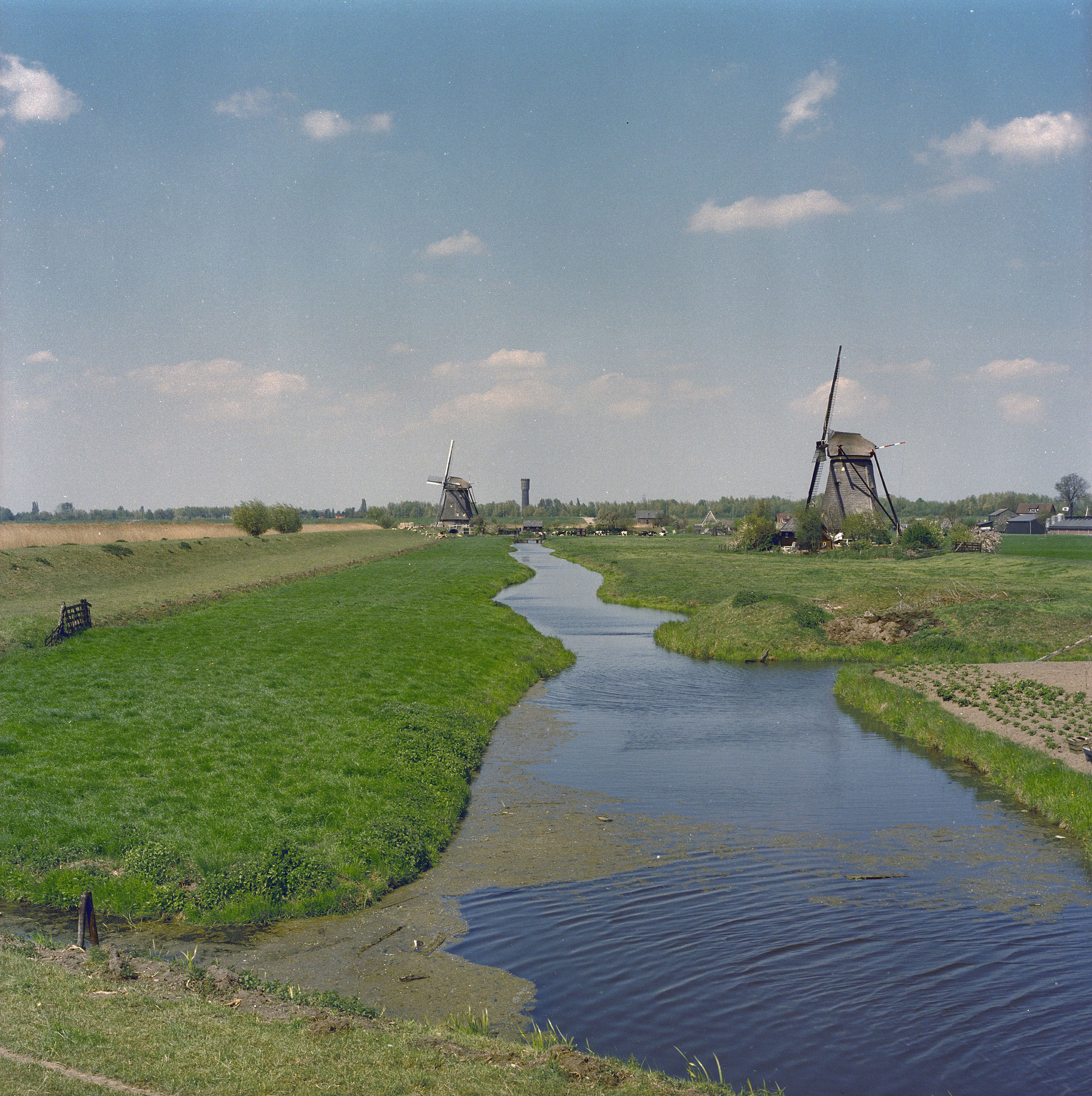
Panorama du moulin et de son environnement.
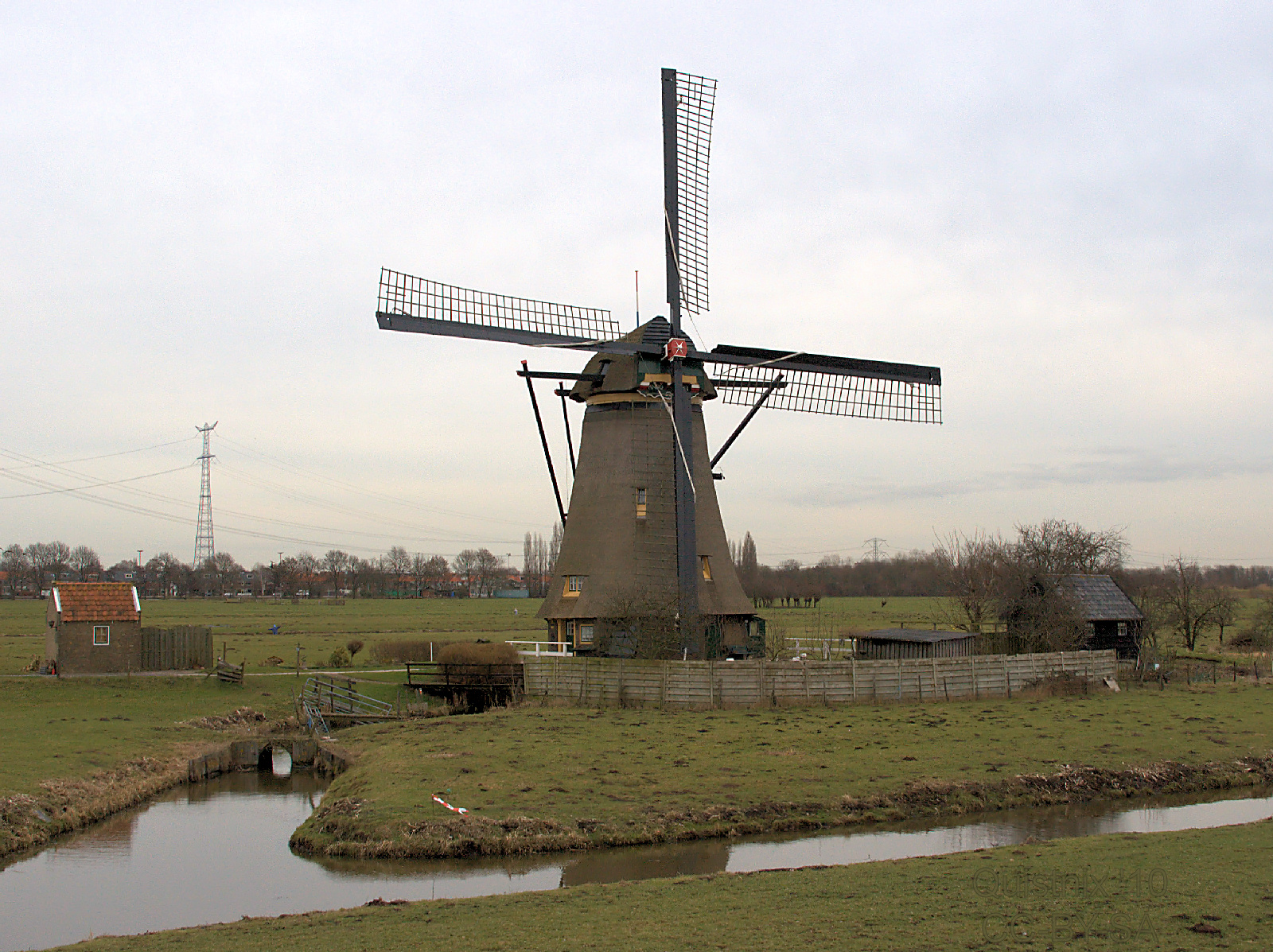
Le moulin et son environnement.
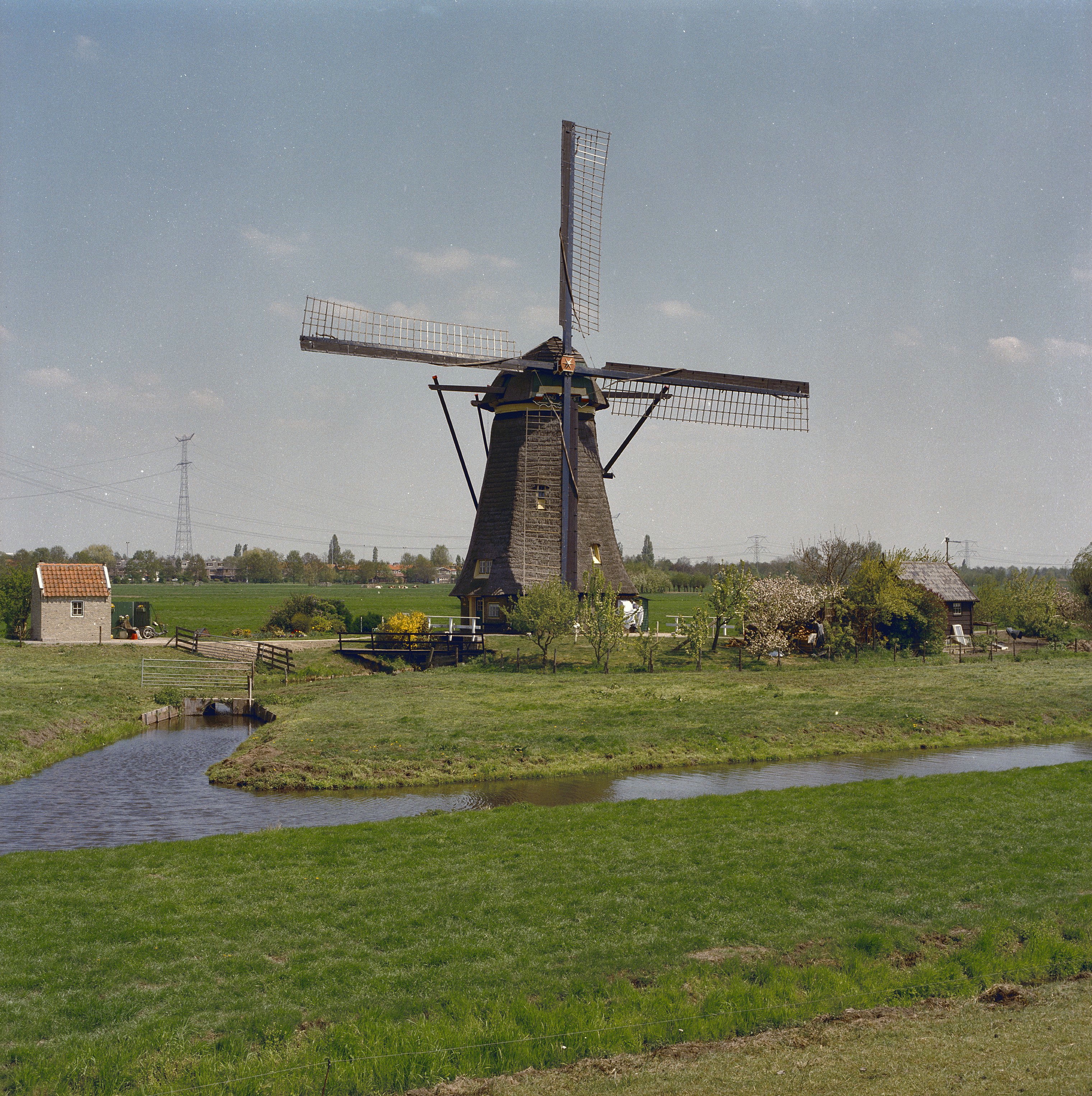
Le moulin, un canal, et le polder Lage Boezem.
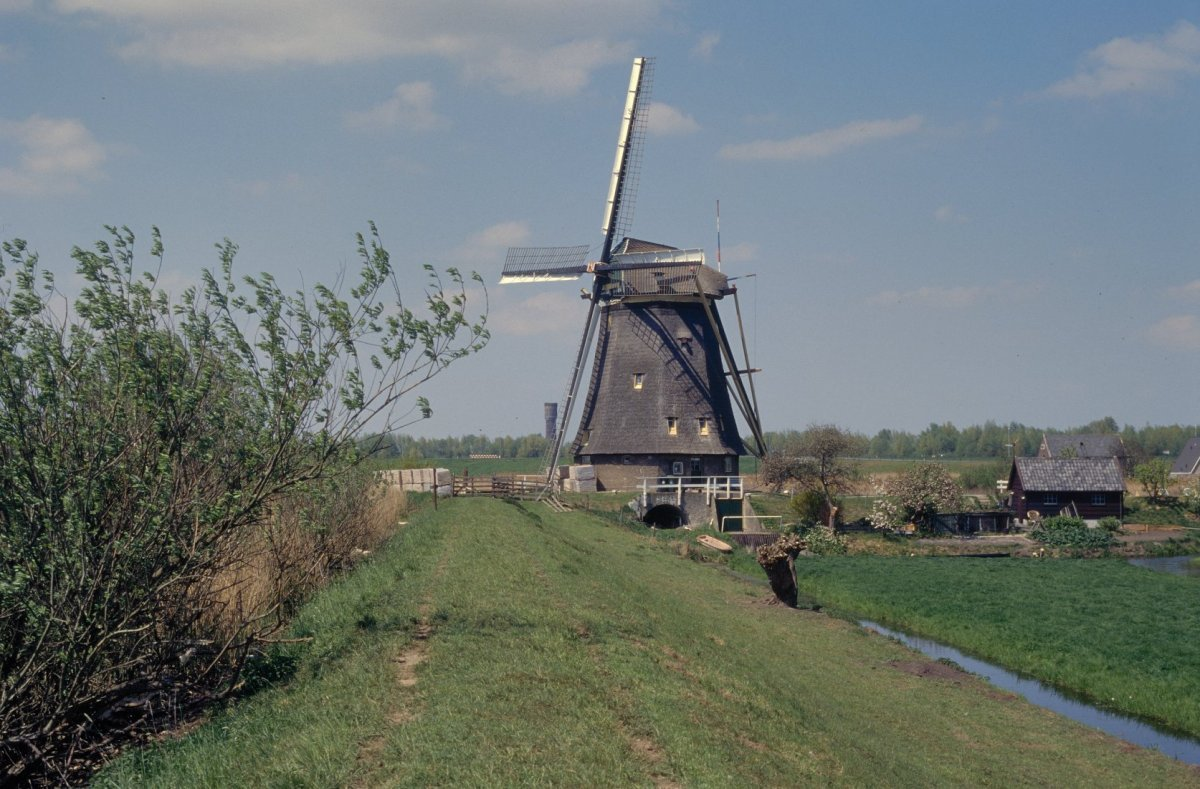
Le Kleine of Lage Molen et le logis du meunier.

## Pour approfondir